# Operastudio 67

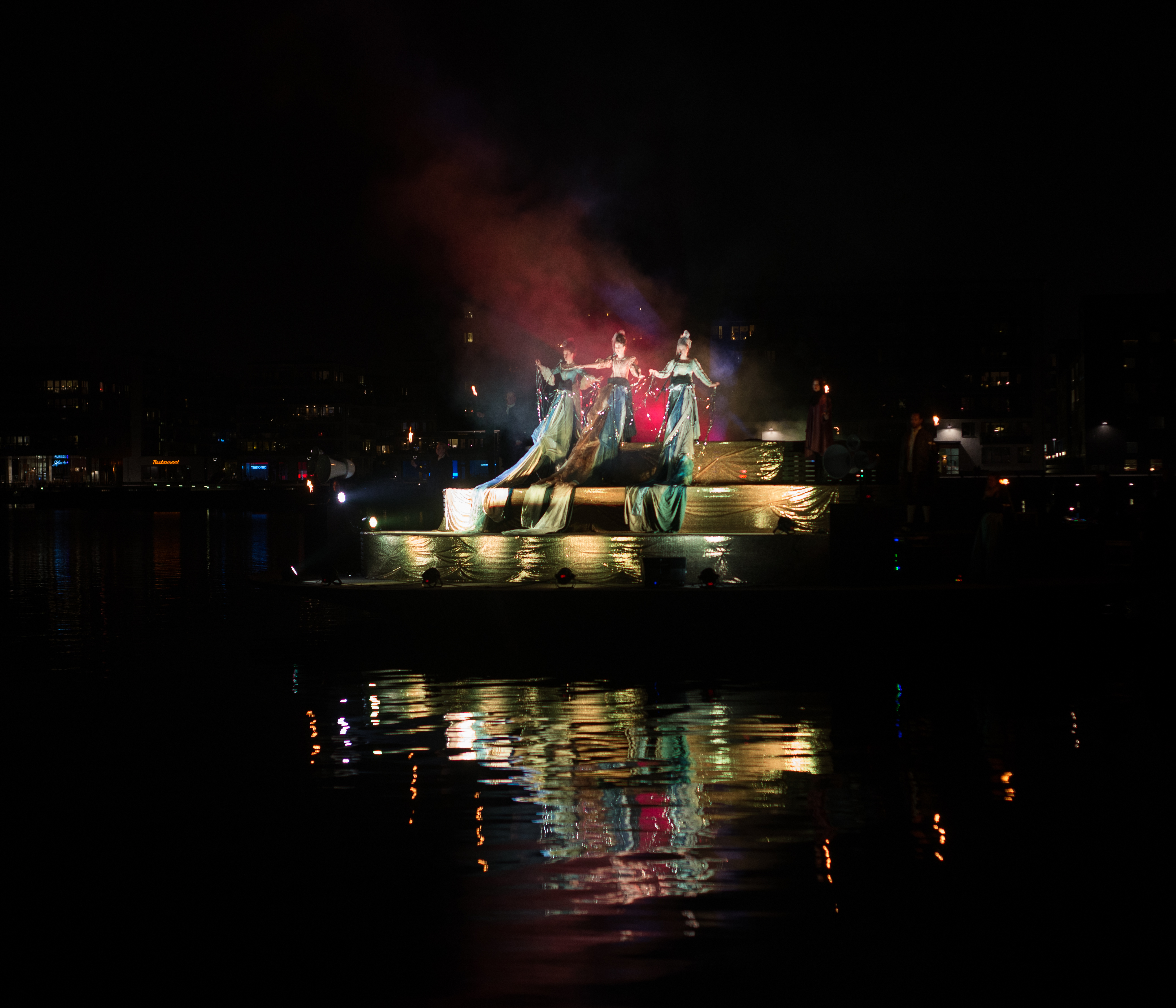
Schüler des Opernstudios erscheinen während der Stockholmer Kulturnacht 2015

Das Operastudio 67 (auch als Stockholmer Opernstudio bekannt) ist eine Ausbildungsstätte für Opernsänger in Stockholm, Schweden.

## Geschichte
Das Operastudio 67 wurde im Jahr 1967 in Stockholm gegründet.
Viele schwedische Opernsänger haben dort ihre Ausbildung begonnen, um dann die Opernschule eines Konservatoriums oder einer Musikhochschule zu besuchen, wo sie ihre Gesangsausbildung bei individuellen Gesangslehrern fortsetzten.
Unter ehemaligen Studenten sind viele national oder international bekannte Künstler, darunter Kerstin Avemo, Ulric Björklund, Ann-Charlotte Björling, Ingela Brimberg, Tove Dahlberg, Klas Hedlund, Samuel Jarrick, Marcus Jupither, Bengt Krantz, Erik Lee, Nikola Matisic, Joaquín Muñoz, Marianne Myrsten, Miah Persson, Anna Larsson, Johan Rydh, Nina Stemme, Birgitta Svendén, Jesper Taube, Ingrid Tobiasson und Emma Vetter.